# المسيحيون في الناصرة

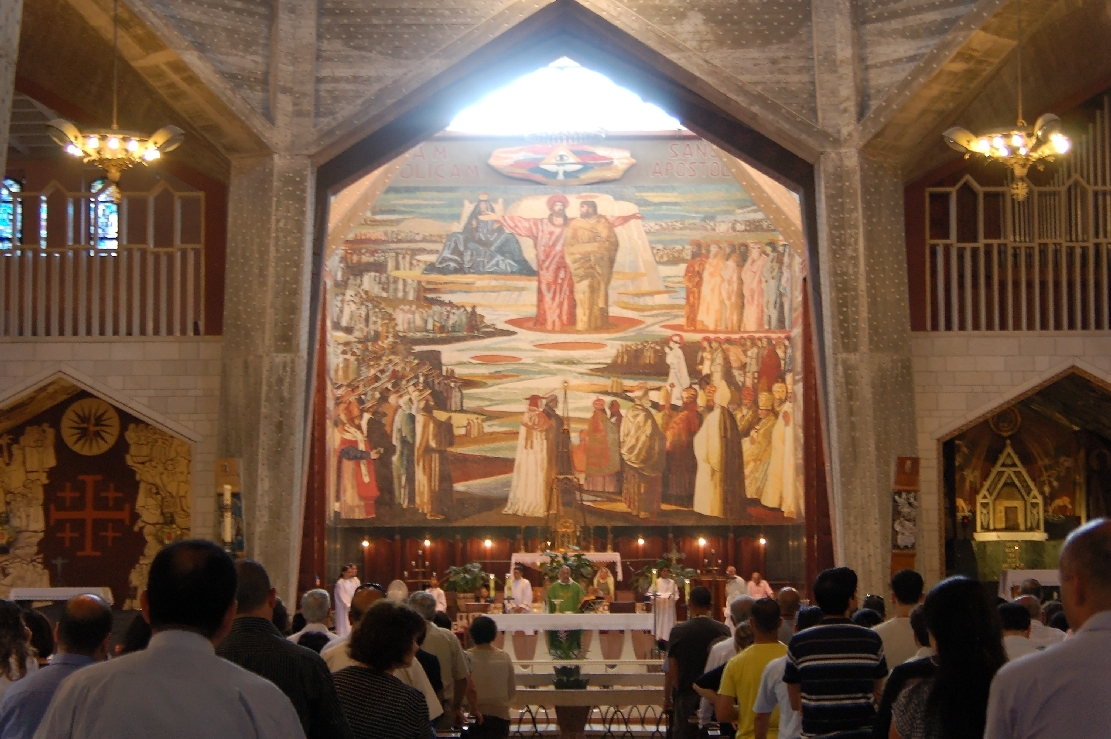
مسيحيون يصلون في كنيسة البشارة، الناصرة.

تحظى الناصرة إلى مكانة خاصة في قلوب المسيحيين في جميع أرجاء العالم، فهي مكان البشارة وموطن السيد المسيح والعائلة المقدسة.
في عام 1606 تحسنت حالة أهل الناصرة عندما تسلم الرهبان الفرنسيسكان مغارة البشارة وذلك بعد عقد معاهدة بين السلطان أحمد الأول والملك هنري الرابع ملك فرنسا.
في هذا الوقت أقبل المسيحيون العرب للسكن في الناصرة، وكان أول من سكنها الموارنة ثم الروم الأرثوذكس.
يقسم السكان المسيحيون في الناصرة إلى طوائف مختلفة تحافظ على إطارها المستقل، كما تضم عدداً من الجماعات والفئات الطائفية المختلفة التي نشأت نتيجة تطور تاريخي طويل.
الفئة الأولى من المسيحيين في البلاد عامة يرجع تاريخها للشعوب التي تواجدت في البلاد عشية الفتح الإسلامي، كالآراميين والسامريين والسوريين واليهود المتنصرين وأبناء شعوب أخرى.
ومنذ ذلك الحين اضيفت طبقات سكان جديدة أثناء الحج إلى الأماكن المقدسة عند المسيحيين. وفي عهود مختلفة تجمع في البلاد أبناء طوائف مسيحية أجنبية، كالارمن والاقباط والاحباش والسوريين الذين وصلوا كحجاج ولاجئين ورهبان ومبعوثين دينيين وأقاموا على مقربة من الأماكن المقدسة. ثم تعاقبت أمواج المستوطنين المسيحيين من أوروبا أثناء الحملات الصليبية إلا أنهم فقدوا هويتهم القومية ولغتهم وعاداتهم.
في العصر الحديث قدم مسيحيون من جميع ارجاء المعمورة، من الشرق ومن الغرب، وهذا أدى إلى تطور مؤسسات دينية طائفية تطوراً نشطاً. ويذكر الكاتب ستيفان رانسيمان من جامعة اسكس في الولايات المتحدة، بأن جميع سكان الناصرة في القرن الحادي عشر، كانوا من المسيحيين. معظم المسيحيين في البلاد اليوم عرب من حيث انتمائهم القومي، ولا يختلفون عن المسلمين من حيث الثقافة، واللغة والعادات اليومية.
تعتبر الناصرة قاعدة للطوائف المسيحية المختلفة لوجود العديد من الأماكن المقدسة فيها، والتي أقيمت عليها الكنائس، كما أقيمت بقربها الاديرة والمؤسسات الخيرية والتعليمية، والنزل والفنادق للحجاج.

## الطوائف المسيحية في الناصرة

### طائفة الروم الأرثوذكس

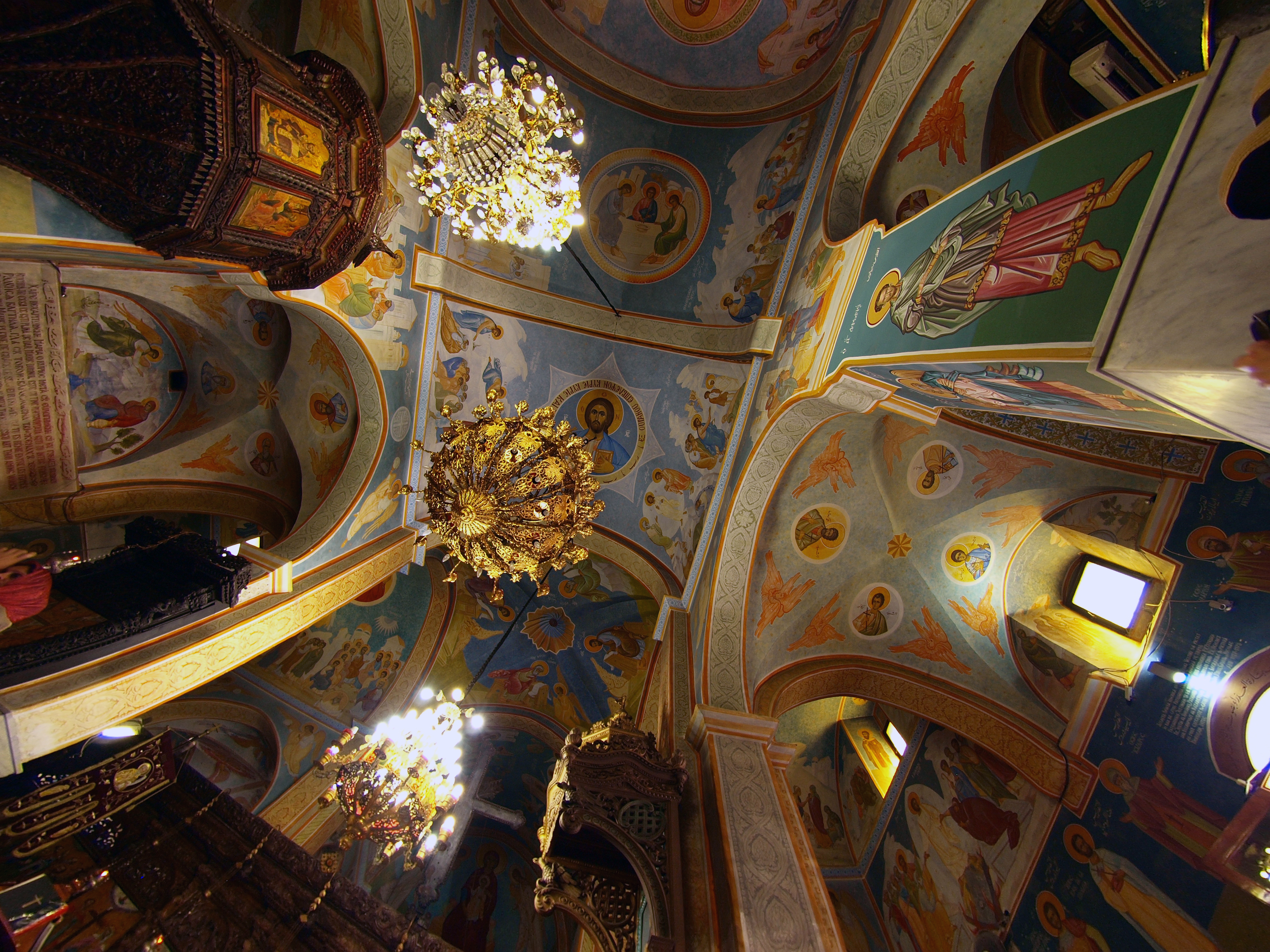
كنيسة البشارة للروم الأرثوذكس في مدينة الناصرة.

وهي من أكبر الطوائف في الناصرة وإدارة هذه الطائفة بيد بطريرك اورشليم اليوناني اما سابقاً فلقد كانت بيد رهبنة القبر المقدس برئاسة مطران الناصرة. داخل هذه الطائفة خلافات عديدة بين زعامتها اليونانية وأبناء الطائفة العرب، وبين العرب مع بعضهم البعض أيضاً.
في 1 حزيران من عام 1958 صادق البرلمان الأردني على قانون يمنح العرب حق الانتماء إلى المجمع وبعد سنتين من ذلك انتخب لأول مرة مطران عربي لهذه المؤسسة المغلقة.
وقد أدت المجابهة الداخلية الطويلة إلى اصطدامات شديدة داخل الطائفة طوال فترة زمنية طويلة. رعاة هذه الطائفة وطنيون معظمهم من الناصرة، متزوجون.
هذه الطائفة آخذة بالرقي وبالاعتماد على النفس، ولها العديد من الأوقاف والاملاك التي تدر عليها الارباح الجيدة.
للطائفة جمعية خيرية تأسست سنة 1909 برئاسة قسطندي قنازع. وللطائفة مجلس ملّي وجمعية خيرية وناد للمسنين وآخر للسيدات وفرقة كشاف ونشاطات أخرى.

### طائفة الروم الكاثوليك الملكيين

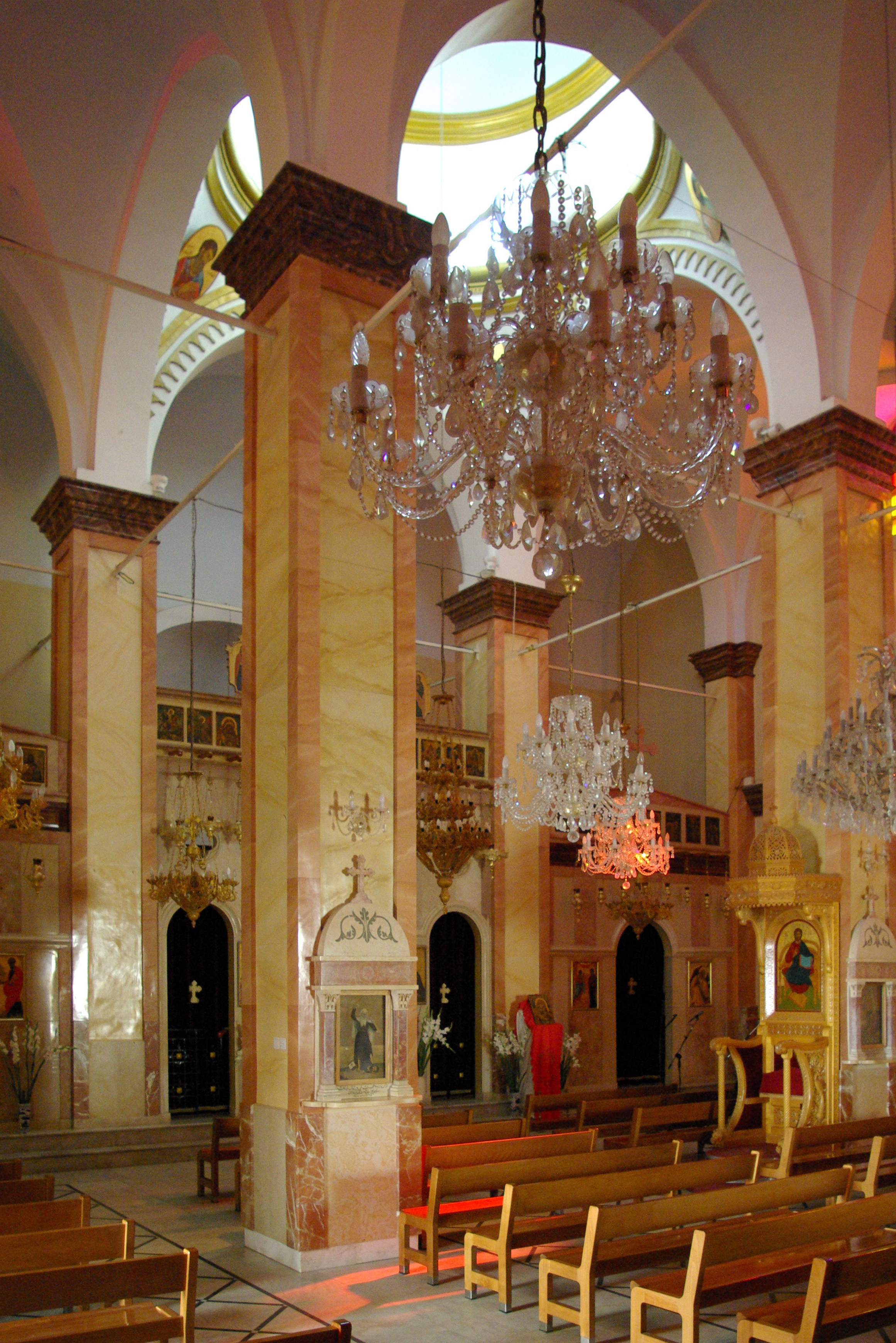
كنيسة المجمع للروم الكاثوليك في الناصرة.

وهي أيضاً من الطوائف الكبرى في الناصرة، وهي طائفة متماسكة بالرغم من بعض المنافسات في اوساط زعامتها في بعض الأحيان.
خوارنة الكاثوليك مثل خوارنة الروم متزوجين وبعد ذلك أصبحوا رهباناً ثم عادوا للزواج مرة ثانية. هذه الطائفة نشيطة ومعتمدة على نفسها ولها أوقاف كثيرة. في عام 1914 أسست هذه الطائفة جمعية خيرية، سمتها جمعية قلب يسوع وكان رئيسها الروحي الخوري اسطفان زيتون.
كانت هذه الطائفة خاضعة لإدارة البطريرك الانطاكي في دمشق برئاسة مطران عكا.
مطران هذه الطائفة ورئيسها في القدس الشرقية وفي الضفة الغربية كان المطران هيلاريون كابوتشي اعتقل في شهر أغسطس عام 1974 وسجن لمدة اثنتي عشرة سنة. حوكم بتهمة مساعدته للمنظمات الفلسطينية، استقر قبل وفاته في دمشق، واتى في أحد قوارب المساعدة لغزة.
حل المطران بولس أشقر محله وعُيِّن مكسيموس سلوم مساعداً للمطران يوسف ريا خلفاً له. في السنوات 1976 – 1978 جرت محاولات لمساعدة أبناء الطائفة في لبنان الذين تضرروا من الحرب.
ويتبع هذه الطائفة سرية كشافة واديرة ومدارس ابرزها مدرسة المطران أو اكليريرية مار يوسف التي تحتل المرتبة الأولى كأفضل مدرسة في الوسط العربي في اسرئيل ومدسرة راهبات المخلص.

### طائفة (الكاثوليك) اللاتين

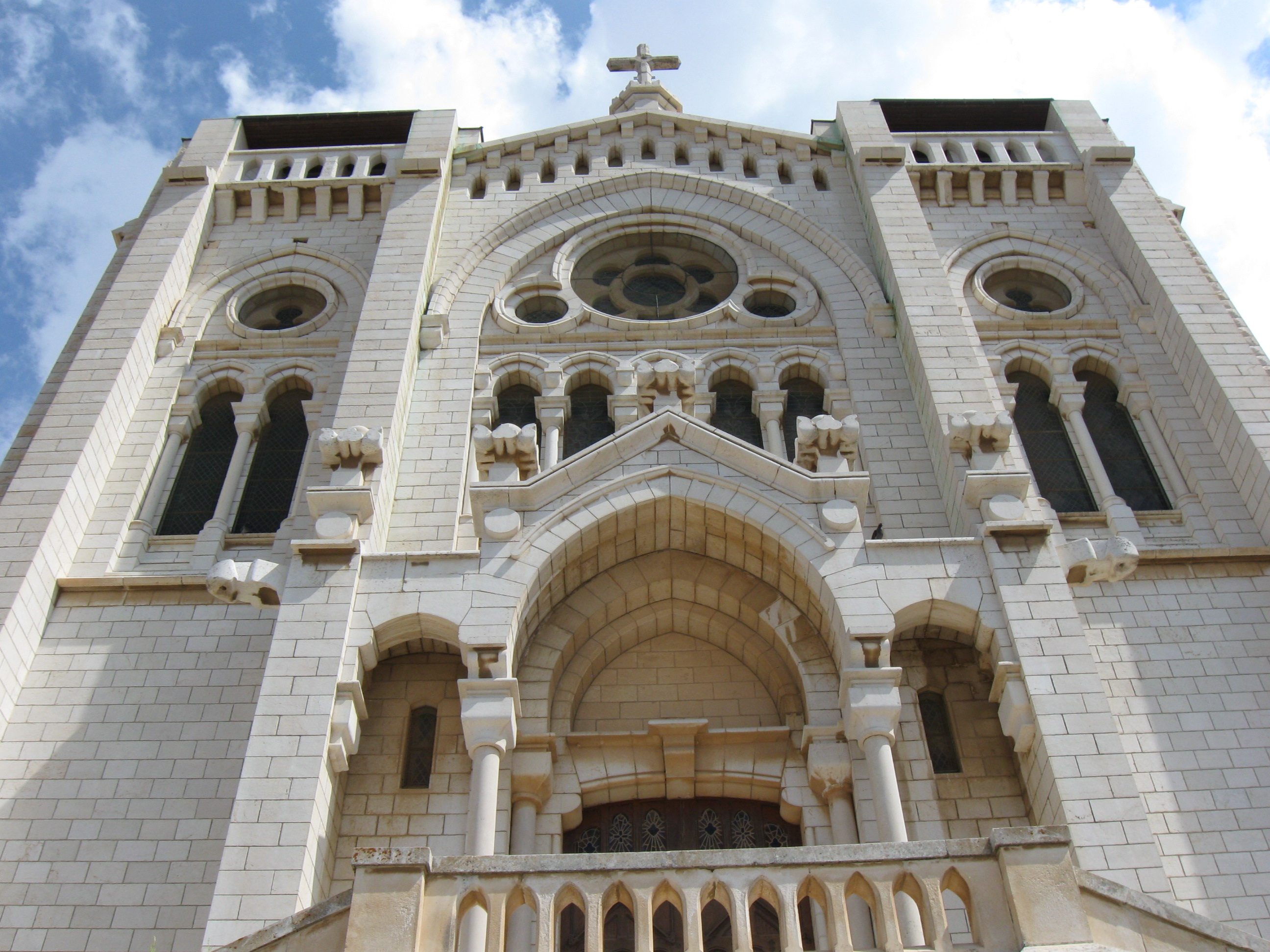
كنيسة يسوع الشاب في الناصرة.

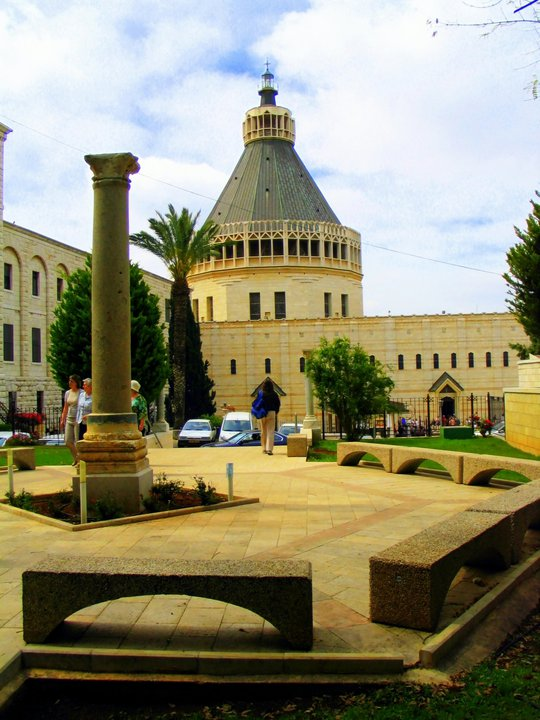
كنيسة البشارة في الناصرة.

تخضع هذه الطائفة التي تعد من الطوائف المهمة في مدينة الناصرة للسلطة البابوية وهي قسم من الكنيسة الكاثوليكية العالمية.
إدارة أمور هذه الطائفة الروحية بيد الرهبان الفرنسيسكان الذين يُعَيَّن احدهم لرعايتها وكانت قبلاً بإدارة البطريرك في أورشليم برعاية خوري عثماني يُعَيِّنه البطريرك.
للرهبان والراهبات عناية شديدة بطائفتهم وهم يقومون بالعديد من الأعمال الخيرية والمساعدات الطبية والمادية وغيرها. لم يكن لهذه الطائفة في السابق الكثير من الأوقاف أسوةً بالطوائف الأخرى. وهذه الأوقاف القليلة كانت تابعة لجمعية تدعى مار منصور. وكان رئيس الجمعية في سنة 1920 الخوري انطون رزق الناصري. المطران الدكتور حنا كلداني هو أول عربي يتم تعيينه رئيساً للطائفة في هذه البلاد وقد منحه هذه الرتبة البابا بولس السادس أثناء رحلته إلى الأرض المقدسة عام 1960.
يقوم على رعاية الطائفة الآن سيادة المطران ماركوتسو ولهذه الطائفة مدرسة تيراسانطة التي خرجت خيرة أبناء البلد.
معظم رعايا هذه الطائفة من اصل لبناني يتبع لهذه الطائفة نادي عائلة البشارة للاتين الذي تأسس في كانون الثاني عام 1993 وللطائفة سرية كشافة تعتبر من الأهم في الناصرة. للكنيسة اللاتينية فضل في انتعاش الثقافة والسياحة في الناصرة.
ويتبع هذه الطائفة مدرسة راهبات مار يوسف ومدرسة راهبات الفرنسيسكان ومدرسة الفرير وميتم السالزيان ومدرسة دون جونيلا الاب هوجو ومدرسة راهبات الناصرة ودير راهبات المحبة ودير الراهبات الكرميليات وراهبات القديسة حنة ودير راهبات الكلاريس ودير اخوة يوحنا اللاهوتي ورابطة اخوة يسوع محبة ودير الرهبان الكرميليين أو البيض والكازانوفا.
كما وتملك طائفة اللاتين مستشفيان يخدما أهل الناصرة والمنطقة من مختلف الطوائف والأديان وهما: «مستشفى العائلة المقدسة» (المستشفى النمساوي)، و«مستشفى راهبات المحبة» (المستشفى الفرنساوي).

### طائفة الموارنة

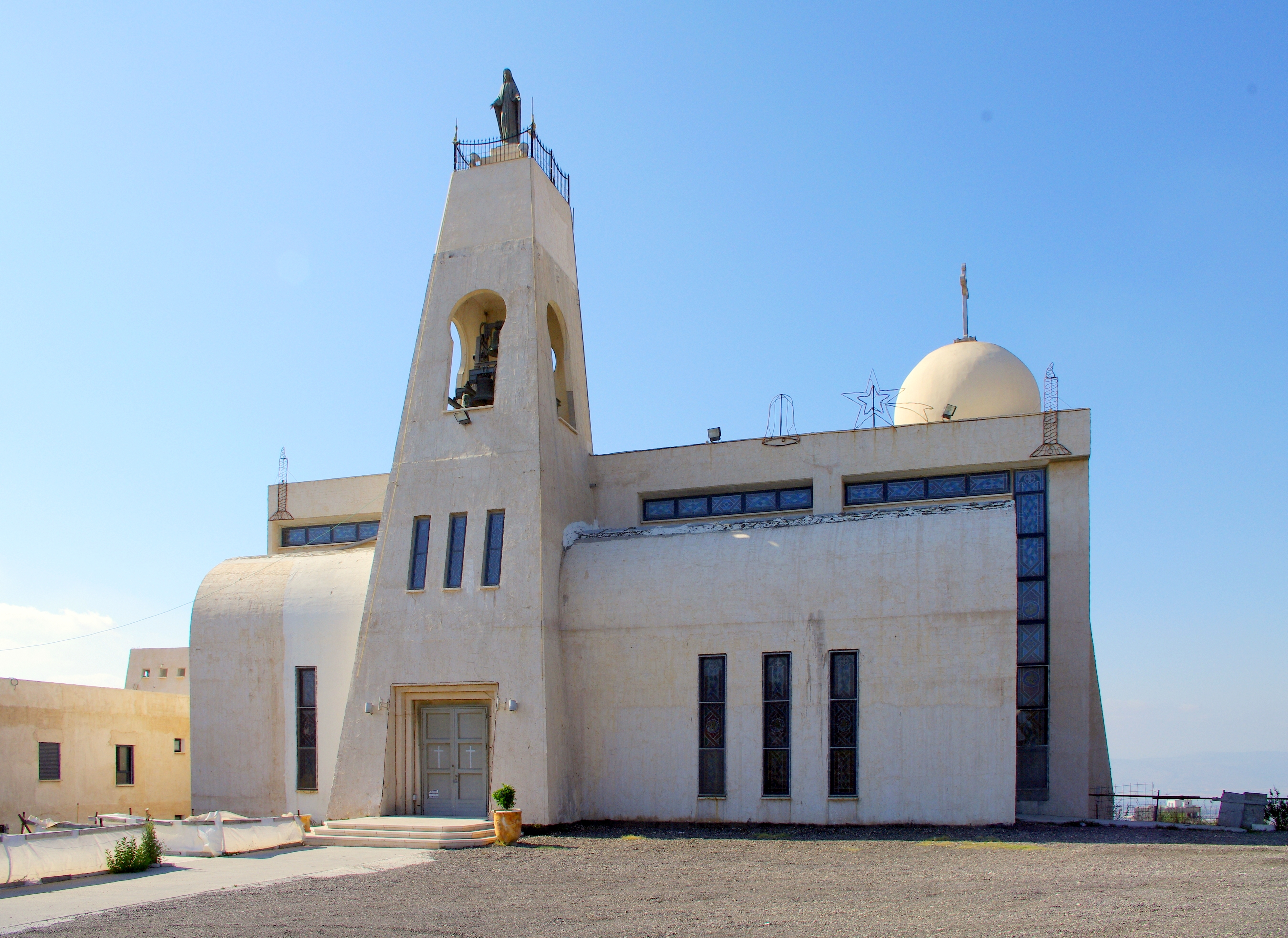
كنيسة القديس أنطونيوس المارونيّة في الناصرة.

الموارنة هم أقدم سكان الناصرة المسيحيين، استدعاهم الرهبان اللاتين من لبنان في عام 1630 لمساعدتهم في تعمير الناصرة، واستعانوا بهم كخدم وكعمال بناء لديرهم ولكنيستهم. وفي سجل طائفتهم في الكنيسة فقرة بتاريخ عام 1769 بأن كاتبها سافر إلى جبل لبنان، وقابل البطريرك يوسف الغسطاني وأخبره عن حال الطائفة، وطلب منه أن يرسل لهم كاهنا، فاستدعى من قيتولة رجلا اسمه لويس ورسمه وارسله مع الكاهن إلى الناصرة، وطلب هذا الخوري بواسطة إبراهيم الصباغ رئيس كتَّاب ضاهر العمر محلاً للعبادة وهكذا كان.
الموارنة في الناصرة يشكلون طائفة صغيرة، ولهم بطريرك يعين لهم خوري الطائفة. لهذه الطائفة علاقات جيدة مع مركزها في لبنان، وفي السنوات 1976-1978 تعززت العلاقات مع أبناء الطائفة في أعقاب الحرب اللبنانية الاهلية، أم قانون المحكمة الكنسية في كنيسة الناصرة فهو تماماً كقانون الكنيسة المارونية في لبنان. لغة العبادة في الكنيسة المارونية كانت باللغة السريانية القديمة.
وهي إحدى اللهجات الارامية القديمة، لا يوجد لهذه الطائفة أديرة ولا مدارس. للطائفة جمعية خيرية كان اسمها جمعية مار انطونيوس ولها بعض الأوقاف. وحسب رواية الاب كبريانوس بأن الرهبان قاسوا في نهاية القرن السابع عشر، وفي عام 1707 قاسوا الاهوال، وفي عام 1716 منعوا من زيارة طبريا والأماكن المجاورة لها، ولكن بعد بناء كنيستهم في عام 1740 استقر حالهم وابتدأ عصرهم الجديد.

### طائفة البروتستانت

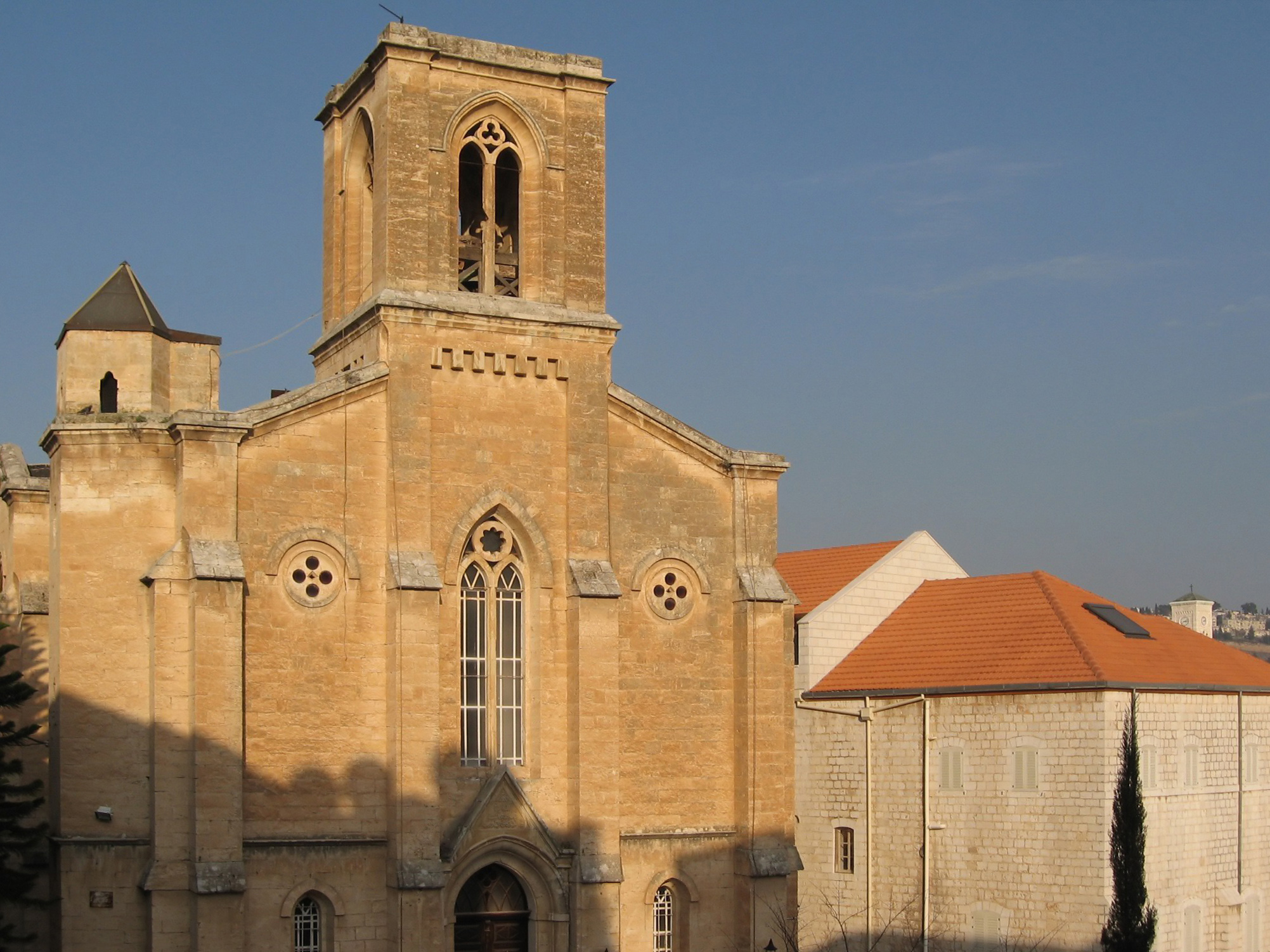
كنيسة المسيح الإنجليكانيّة في الناصرة.

هذه الطائفة اسقفية حسب نظام الكنيسة الانجليكانية. كانت تدار بواسطة مؤتمر المرسلين الإنجليز برئاسة الاسقف الإنجليزي في القدس رئاسة روحية فقط، إلى ان تأسس المجمع الوطني سنة 1905. فأصبحت تدار بواسطة راعٍ وطني وبعمدة وطنية.
أول عمدة تشكلت في عام 1971 برئاسة القس جون زلر وبمساعدة الشماس سيرافيم بوتاجي والشماس ميخائيل قعوار. البروتستانت بالناصرة طائفة نشيطة جداً لها اوقاف كثيرة وقد كانت اخر طائفة تأسست في الناصرة قديماً ولهذا كانت منافستها شديدة مع الطوائف الأخرى. وعلى هذه الخلفية حرمت من مكانة طائفة معترف بها من قبل السلطة العثمانية.
تأسس العمل الانجيلي الاسقفي في الناصرة بواسطة جمعية المرسلين الكنسيين نظام إدارة المحتوى على أيام المطران جوبات الذي نصب في نفس العام شاباً ذكياً من الناصرة هو ميخائيل قعوار ليكون أول قس بروتستانتي عربي في فلسطين في ذلك الحين.
لهذه الطائفة مدرسة ابتدائية هي مدرسة المسيح الانجيلية الاسقفية تأسست في عام 1851. بعد ذلك بنت الطائفة مدرسة ثانوية على أرض القديسة مارجريت المعروفة بالاورفنج وانتهى البناء 10.1.96 ومؤسس هذه المدرسة المطران رياح أبو العسل.
وتملك طائفة البروتستانت مستشفى يخدم أهل الناصرة والمنطقة من مختلف الطوائف والأديان وهو «مستشفى الناصرة» أو المستشفى الإنكليزي الذي يدار من قبل بعثة ادنبرة الطبية التي تتبع للكنيسة المشيخية الاسكتلندية.

### الاقباط

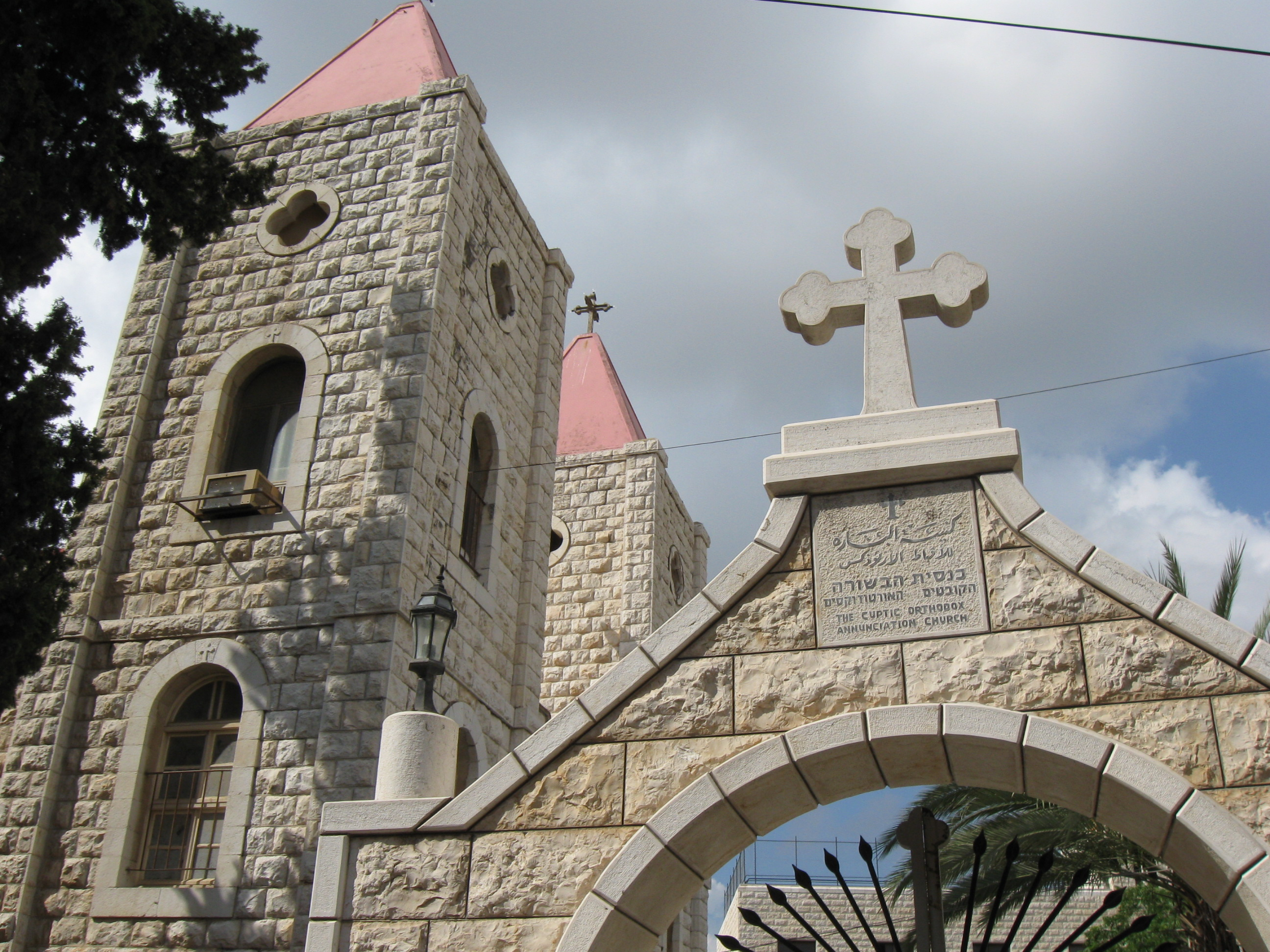
كنيسة البشارة للأقباط في الناصرة.

وهي طائفة حديثة العهد في الناصرة، معظم أتباع هذه الطائفة من أصل مصري. كما أن رجال الدين مصريين، ولهم رئيس هو البابا شنودا ومقره في مصر. للطائفة كنيسة في الحي الشرقي في الناصرة، ولقد ساعد أبناء الطائفة في بنائها.

### الارمن

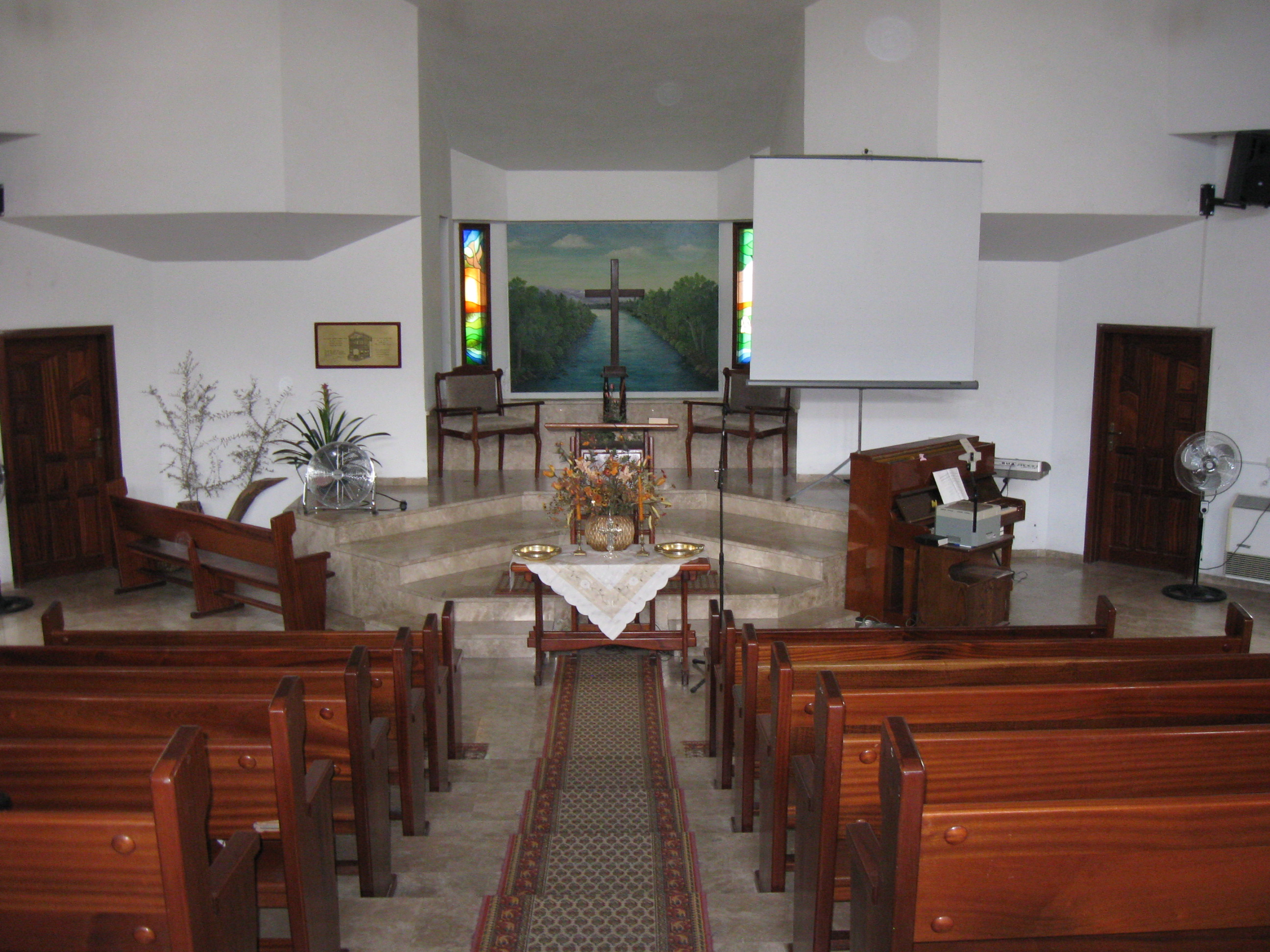
الكنيسة المعمدانية في الناصرة.

هذه الطائفة هي ليست من السكان الاصليين. وصلت إلى البلاد في مطلع القرن العشرين كلاجئين هرباً من اضطهاد الاتراك العثمانيين. يرأس هذه الطائفة يغيشة دردريان بطريرك القدس ومقره في البلدة القديمة، وهو يخضع لسلطة رئيس الطائفة الارمنية الغريغوريانية ومقره في اتشمياذرين في أرمينيا السوفياتية. هذه الطائفة صغيرة جداً ولغة عبادتهم هي اللغة الأرمنية إلا أن معظم أفراد هذه الطائفة يتكلمون اللغة العربية ويجيدونها.

### المعمدانيون
هم أيضاً طائفة حديثة العهد في الناصرة، أسس هذه الطائفة في الناصرة السيد موسى بشوتي، وبعد وفاته استلمها الأمريكان والان عادت إلى أبناء الطائفة في الناصرة.
كما تملك الطائفة كنيسة ومدرسة تدعى «المدرسة المعمدانية» أو مدرسة الاميركان.